# Zhou Guanbin
Zhou Guanbing (...) è un'ex nuotatrice cinese.

## Carriera
Ha conquistato la medaglia d'oro nella staffetta 4x200m stile libero ai campionati mondiali di Roma 1994.

## Palmarès
- Mondiali:

Roma 1994: oro nella 4x200m stile libero.